# Коко Вандеуей
Коко Вандеуей (на английски: Coco Vandeweghe, родена на 6 декември 1991 г.) е американска професионална тенисистка. Като девойка стига до номер 15 в света и печели US Open за девойки през 2008 г.
През 2007 г. тя прави своя дебют при жените, а през 2009 г. печели и първия си WTA мач — на турнира в Лос Анджелис Вандеуей побеждава Татяна Гарбин в два сета, 6–4, 6–4. През месец май 2010 г. тя печели първия си ITF турнир, който е с награден фонд $50 000 и се провежда в Карсън, Калифорния.
През 2012 г. като щастлива губеща (LL) Вандеуей стига до първия си WTA финал на Банк ъф дъ Уест Класик 2012, но във финалния мач отстъпва на Серина Уилямс в два сета, 5–7, 3–6. Но през 2014 г. Вандеуей печели първата си титла, след като преминава квалификациите на Топшелф Оупън 2014 и стига до финалната среща, където отстранява Джън Дзие с 6–2, 6–4.
Вандеуей има общо 3 победи над тенисистки от топ 10. Първата е през 2010 г., когато надиграва световната номер 9 Вера Звонарьова в три сета, 2–6, 7–5, 6–4. Другите две идват през 2014 г. на турнира Роджърс Къп 2014 — във втори кръг Вандеуей побеждава Ана Иванович, която е No.10 в света, с 6–7(7–9), 7–6(9–7), 6–4, а в трети кръг отстранява и No.9 Йелена Янкович със 7–6(10–8), 2–6, 7–5.

## Лични данни
Коко е родена в спортно семейство – майка ѝ, Тона, е в отбора на САЩ по плуване на Летни олимпийски игри 1976 и Летни олимпийски игри 1984; дядо ѝ, Ърни, е играл за Ню Йорк Никс през 50-те години на 20 век; чичо ѝ се казва Кики, играл e в баскетболния отбор на Калифорнийския университет и е главен мениджър на NBA отбора Денвър Нъгетс. Коко има двама братя — Бо и Краш, и една сестра — Хони. Любимата ѝ настилка е твърдата, а като свой тенис идол определя Линдзи Дейвънпорт.

## Финали на турнири отWTA Тур

### Сингъл: 3 (2–1)
| Легенда                            |
| ---------------------------------- |
| Турнири от Големия шлем (0–0)      |
| Шампионат на WTA Тур (0–0)         |
| Задължителни Висши & Висши 5 (0–0) |
| Висши (0–1)                        |
| Международни (2–0)                 |

| Финали по настилка |
| ------------------ |
| Твърда (0–1)       |
| Трева (2–0)        |
| Клей (0–0)         |
| Мокет (0–0)        |

| Изход      | No. | Дата        | Турнир                                | Настилка | Опонент             | Резултат |
| ---------- | --- | ----------- | ------------------------------------- | -------- | ------------------- | -------- |
| Финалистка | 1.  | 15 юли 2012 | Банк ъф дъ Уест Класик, Станфорд, САЩ | Твърда   | Серина Уилямс       | 5–7, 3–6 |
| Шампионка  | 1.  | 21 юни 2014 | Топшелф Оупън, Росмален, Нидерландия  | Трева    | Джън Дзие           | 6–2, 6–4 |
| Шампионка  | 2.  | 12 юни 2016 | Рико Оупън, Росмален, Нидерландия     | Трева    | Кристина Младенович | 7–5, 7–5 |